# Jos De Kort
Jos De Kort (Turnhout, 8 oktober 1900 – aldaar, 12 februari 2007) was de oudste man van België van 2 mei 2006 (met het overlijden van de 106-jarige Marcel Duguet) tot aan zijn eigen dood ruim een half jaar later.
De Kort werd geboren in Turnhout. Hij baatte er samen met zijn vrouw Francine Decorte een winkel uit in stoffen en gordijnen. De Kort bleef heel zijn leven in zijn geboortestad wonen. Hij overleed er op 106-jarige leeftijd. Als oudste Belgische man zou hij opgevolgd worden door Jan Goossenaerts.